# White Gold
White Gold is een muziekalbum uit 1974 van Love Unlimited Orchestra onder leiding van Barry White.
De nummers zijn voor het overgrote deel instrumentaal, echter wel met Whites kenmerkende pré-discogeluid waarbij het klassieke orkestgeluid wordt gemengd met drums en elektrische gitaren.
Enkel Satin Soul bereikte de Billboard Hot 100. Allmusic noemt als pareltje van dit album het nummer Always Thinking of You; "een rijk, zeer levendig en groovy nummer".

## Tracklist
1. Barry's Love, part I
2. Satin Soul
3. Always Thinking of You
4. Power of Love
5. Spanish Lei
6. You Make Me Feel This (When You Touch Me)
7. Only You Can Make Me Blue
8. Dreaming
9. Just Living It Up
10. Just Like a Baby
11. Barry's Love, part II